# 馬遠

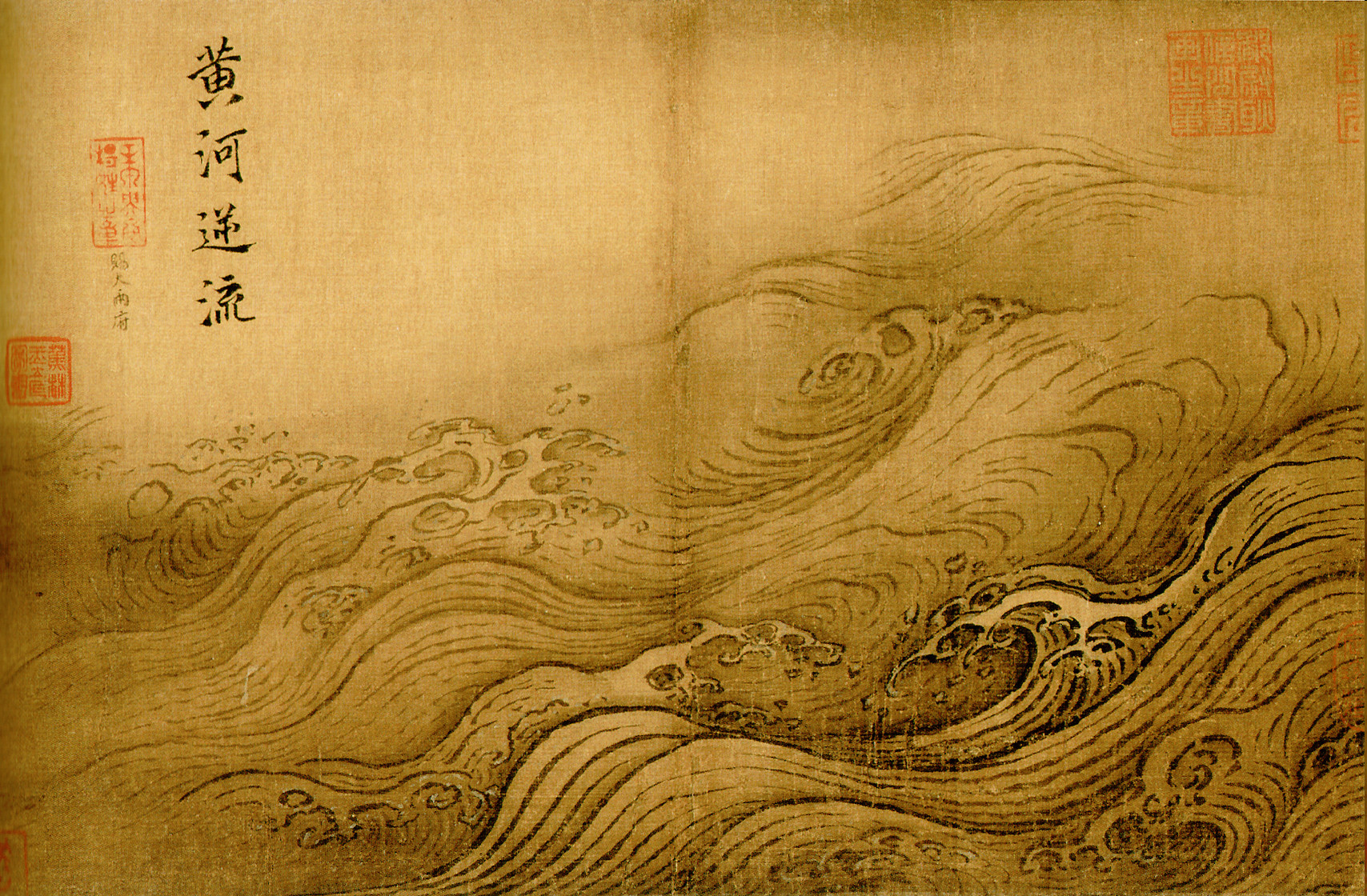
黄河逆流（故宮博物院）

馬 遠（ば えん、生没年不詳）は、南宋の画家。字は遙父。号は欽山。当時において夏珪と並ぶ院体画の代表的な画家。

## 略歴
本貫は河中府。杭州銭塘県に住み、光宗・寧宗の治世（1189年-1224年）に画院待詔（宮廷画家）として活動した。画家の一族で、曾祖父の馬賁・祖父の馬興祖・伯父の馬公顕・父の馬世栄・兄の馬逵・子の馬麟、みな画院の画家だったことから「馬氏一族は五代に渡ってみな画手である」と記されており、山水・人物・花鳥画どれも画院中第一と評された。
李唐・劉松年・夏珪と並んで南宋四大家の一人とされる。夏珪と同様に、山水を描く際に画の一角のみに風景を描いて、広い余白を設けた（「辺角の景」）。

## 作品

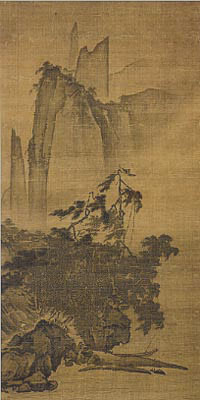
風雨山水図

- 『西園雅集図巻』 （カンザスシティ・ネルソン・アトキンス美術館）
- 『洞山渡水図』 （東京国立博物館） 1幅 絹本墨画淡彩 重要文化財

### 伝馬遠作品
- 『風雨山水図』 （東京・静嘉堂文庫） 1幅 絹本墨画淡彩 国宝 - 馬遠だけでなく夏珪の画風も認められることから、両者に後れた時代の作と考えられるが、現在馬遠の真筆が極僅かであり、南宗画院の作風や秀逸な水墨技法を今に伝える絵として貴重。
- 『寒江独釣図』 （東京国立博物館） 1幅 絹本墨画淡彩 重要文化財
- 『山水図』 （MOA美術館） 1幅 絹本墨画淡彩 重要文化財
- 『山水図』 （大徳寺龍光院） 1幅 絹本墨画淡彩 重要文化財

## 参考資料
- 鈴木敬編 『李唐・馬遠・夏珪　水墨美術大系 第2巻』 集英社、1974年、普及版1980年
- 王伯敏 『中国絵画史事典』 遠藤光一訳、雄山閣、1996年 ISBN 4-639-01385-X
- 小川裕充編 『故宮博物院2 南宋の絵画』 日本放送出版協会、1998年 ISBN 4-14-080280-4